# NGC 4558
NGC 4558 (również PGC 41995 lub PGC 42019) – galaktyka soczewkowata (S0/a?), znajdująca się w gwiazdozbiorze Warkocza Bereniki. Odkrył ją John Herschel 19 kwietnia 1827 roku. Niektóre źródła błędnie identyfikują tę galaktykę jako NGC 4557, zaś za NGC 4558 uznają galaktykę IC 3556 (PGC 42005).